# Carsten Mogensen
Carsten Mogensen (Roskilde, 24 juli 1983) is een Deens badmintonner. Hij vertegenwoordigde zijn vaderland op de Olympische Spelen in Londen en won hierbij een zilveren medaille.

## Carrière
Op de Europese kampioenschappen badminton 2006 behaalde Mogensen samen met Mathias Boe de zilveren medaille in het mannen dubbel, een prestatie die het Deense duo zou herhalen in 2010. In 2008 won Mogensen met de Deense ploeg de Europese titel op zowel het EK landenteams als het EK gemengde teams. Ook in 2009 en 2011 won Mogensen met zijn landgenoten de Europese titel op het Europees kampioenschap badminton voor gemengde teams. Denemarken verlengde ook in 2010, 2012 en 2014 hun Europese titel op het Europees kampioenschap badminton voor landenteams.
Samen met Mathias Boe werd Mogensen in 2012 Europees kampioen in het mannendubbel. In de daaropvolgende zomer nam het duo Boe-Mogensen ook deel aan de Olympische Spelen in Londen. Ze konden zich kwalificeren voor de finale, maar daarin verloren ze van het Chinese duo Cai Yun en Fu Haifeng zodat ze met zilver moesten tevreden zijn.
Het duo Boe-Mogensen won 13 toernooien in de BWF Super Series. In 2015 waren ze ook de beste in het eindklassement van de BWF Super Series. Op 11 november 2010 kwam het Deense duo op de eerste plaats van het mannen dubbel op de BWF wereldranglijst. In totaal voerden ze 62 weken de wereldranglijst aan.

## Resultaten

### Individuele kampioenschappen
| Jaar | Wedstrijd | Plaats           | Discipline     | Resultaat | Partner       |
| ---- | --------- | ---------------- | -------------- | --------- | ------------- |
| 2006 | EK        | 's-Hertogenbosch | Mannen dubbel  | Zilver    | Mathias Boe   |
| 2008 | EK        | Herning          | Gemengd dubbel | Brons     | Helle Nielsen |
| 2010 | EK        | Manchester       | Mannen dubbel  | Zilver    | Mathias Boe   |
| 2012 | OS        | Londen           | Mannen dubbel  | Zilver    | Mathias Boe   |
| 2012 | EK        | Karlskrona       | Mannen dubbel  | Goud      | Mathias Boe   |
| 2013 | WK        | Kanton           | Mannen dubbel  | Zilver    | Mathias Boe   |
| 2014 | EK        | Kazan            | Mannen dubbel  | Zilver    | Mathias Boe   |
| 2014 | WK        | Kopenhagen       | Mannen dubbel  | Brons     | Mathias Boe   |

### Landenwedstrijden
| Jaar | Wedstrijd         | Plaats       | Resultaat |
| ---- | ----------------- | ------------ | --------- |
| 2006 | Thomas Cup        | Tokio        | Zilver    |
| 2008 | EK landenteams    | Almere       | Goud      |
| 2008 | EK gemengde teams | Herning      | Goud      |
| 2009 | EK gemengde teams | Liverpool    | Goud      |
| 2010 | EK landenteams    | Warschau     | Goud      |
| 2011 | EK gemengde teams | Amsterdam    | Goud      |
| 2011 | Sudirman Cup      | Qingdao      | Zilver    |
| 2012 | EK landenteams    | Amsterdam    | Goud      |
| 2012 | Thomas Cup        | Wuhan        | Brons     |
| 2013 | EK gemengde teams | Ramenskoje   | Zilver    |
| 2013 | Sudirman Cup      | Kuala Lumpur | Brons     |
| 2014 | EK landenteams    | Bazel        | Goud      |

### BWF Super Series
| Seizoen | Mannen dubbel | Partner     |
| ------- | ------------- | ----------- |
| 2008    | 5e            | Mathias Boe |
| 2009    | Brons         | Mathias Boe |
| 2010    | Zilver        | Mathias Boe |
| 2011    | Brons         | Mathias Boe |
| 2012    | 6e            | Mathias Boe |
| 2013    | 7e            | Mathias Boe |
| 2014    | 7e            | Mathias Boe |
| 2015    | Goud          | Mathias Boe |

| Seizoen | Toernooi                        | Discipline    | Partner     |
| ------- | ------------------------------- | ------------- | ----------- |
| 2009    | Korea Open                      | Mannen dubbel | Mathias Boe |
| 2010    | Denmark Open                    | Mannen dubbel | Mathias Boe |
| 2010    | French Open                     | Mannen dubbel | Mathias Boe |
| 2010    | BWF Super Series Masters Finals | Mannen dubbel | Mathias Boe |
| 2011    | All England Open                | Mannen dubbel | Mathias Boe |
| 2011    | China Open                      | Mannen dubbel | Mathias Boe |
| 2011    | BWF Super Series Masters Finals | Mannen dubbel | Mathias Boe |
| 2012    | China Open                      | Mannen dubbel | Mathias Boe |
| 2012    | BWF Super Series Masters Finals | Mannen dubbel | Mathias Boe |
| 2014    | Korea Open                      | Mannen dubbel | Mathias Boe |
| 2014    | India Open                      | Mannen dubbel | Mathias Boe |
| 2014    | French Open                     | Mannen dubbel | Mathias Boe |
| 2015    | All England Open                | Mannen dubbel | Mathias Boe |